# 约翰·列侬之死
40°46′35.74″N 73°58′35.44″W / 40.7765944°N 73.9765111°W

约翰·列侬与大卫·查普曼(右)。此照片拍摄几小时后，列侬遭后者枪杀去世。

约翰·列侬是一位英国音乐人，他作为披头士乐队成员的经历、随后的单飞生涯，以及他的政治行动主义与和平主义使他取得了全球范围的知名度。1980年12月8日星期一，他在纽约市的住处达科他公寓的拱廊中遭到马克·大卫·查普曼枪击。当时，列侬与妻子小野洋子刚从普兰特唱片录音室回来。
罗斯福医院宣告列侬到院前死亡。他享年40岁。医院表示人在受那样的创伤后最多只能存活几分钟。当地新闻机构报道了列侬的死讯后，人群很快聚集到医院里和达科他公寓门前。列侬的遗体于1980年12月10日在芬克里夫墓園火化，骨灰被交予小野，她选择不举行葬礼。霍华德·科赛尔在ABC电视台《周一晚间橄榄球》节目中的通告是关于该事件的面向美国全国观众的首次媒体报道。

## 谋杀发生前的事件

### 发生当日
摄影师安妮·萊柏維茲到列侬的公寓为《滚石》杂志拍摄照片。尽管莱柏维兹一开始想要为列侬拍摄单人照片，但她还是向他保证一张带有小野的照片会登上杂志封面。她说：“没人想在封面上看到（小野）。”列侬坚持让他自己和妻子两个人出现在封面上。照片拍摄完成后，莱博维兹于下午3点30分离开了公寓:271。列侬随后接受了他的最后一次采访，采访者为旧金山戴夫·肖林（Dave Sholin），该采访将在RKO电台网的音乐节目上播出。因他们的豪华轿车迟到了，列侬和小野于5点40分离开公寓，前往普兰特唱片录音室为歌曲混音。

### 马克·大卫·查普曼
当列侬和小野走向与RKO电台工作人员共乘的豪华轿车时，几个人靠近过来索要签名，马克·大卫·查普曼就在其中。歌迷在达科他公寓外等待列侬并请求簽名是寻常的情况。查普曼是一位25岁的保安，来自夏威夷檀香山。他曾在当年10月来到纽约，试图谋杀列侬（在专辑《雙重幻想曲》（Double Fantasy）发行前），但他改变主意后回家了。查普曼沉默地递给列侬一张《雙重幻想曲》唱片，后者满足了他的签名要求。列侬在签完后问：“这是你全部的要求吗？”查普曼微笑着点头同意。列侬的歌迷兼摄影师保罗·格雷什（Paul Goresh）拍下了这次邂逅。查普曼自当天上午起就在公寓外等待，期间甚至接近了列侬5岁的儿子西恩。据查普曼说，他在西恩和保姆海伦·西曼（Helen Seaman）下午回家时短暂地触碰了男孩的手。

列侬夫妇在普兰特唱片录音室渡过了几个小时，在10点50分左右回到达科他公寓。列侬为了赶上和儿子说晚安的时间，决定不在外就餐，而是先回家，之后再和小野一起去舞台熟食餐厅:272。列侬喜欢满足那些长时间等待以求簽名或合影的歌迷，他在当月6日接受BBC电台的安迪·皮布林斯的采访时说：“人们来要求簽名，或者打个招呼，但他们不打扰你。:271”列侬夫妇没有让豪华轿车驶进更安全的公寓内院，而是在72街下了车。

## 谋杀经过

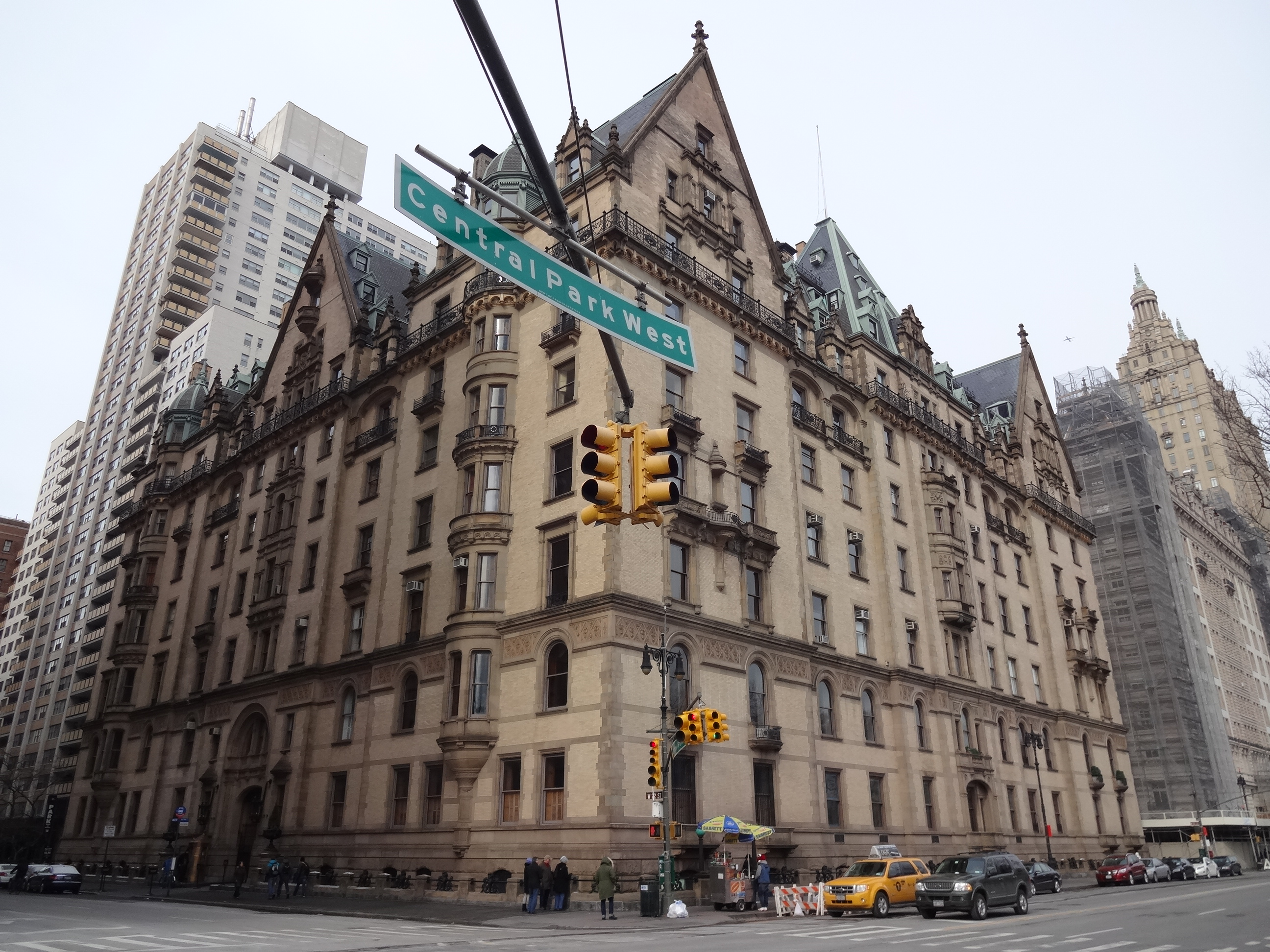
谋杀发生地达科他公寓。

达科他公寓的门卫是前中情局特工何塞·桑热尼·佩多默。他和附近的一位出租车司机看见查普曼站在拱廊入口的阴影中。列侬走过时瞥了查普曼一眼，似乎因先前的相遇认出了他。几秒钟后，查普曼直接瞄准列侬后背的中心，快速地连续射击了5发中空弹。他用的武器是一把查特牌.38口径的左轮手枪，射击距离为9到10英尺（约3米）。根据纽约市警局警长詹姆斯·苏利文（James Sullivan）当晚的陈述，以及无数当时电台、电视和报纸的报道，查普曼大喊“列侬先生”并摆出了格斗的姿势。但日后的庭审和证人采访都没有提及上述两者。查普曼说他不记得自己是否在开枪前叫了列侬的名字，但他在1992年接受芭芭拉·沃尔特斯的采访中声称自己采取了格斗姿势。第一发子弹没有打中，越过列侬的头部，击中了达科他公寓的一扇窗户。接下来的两发子弹打进了他的左背，另外两发射穿了他的左肩。大量血液从列侬的伤口和嘴部流出，他蹒跚地爬了5级阶梯来到公寓接待区，说道：“我被枪击了，我被枪击了。”他随后倒在地上，携有的卡带四散一地。门房杰伊·黑斯廷斯（Jay Hastings）先试图制作止血带，但在撕开列侬沾血的衬衫后意识到他多处枪伤的严重程度。黑斯廷斯把自己的制服夹克衫盖在列侬的胸部，脱去他染血的眼镜，报了警:272。
公寓外，门卫佩多默解除了查普曼的武器，把枪踢到人行道的另一边。查普曼等待警察的到来，脱下了大衣和帽子以示自己没有隐藏其他武器，然后在人行道上坐了下来。佩多默向他喊道：“你知道你刚刚做了什么吗？”查普曼平静地回答：“知道，我刚刚枪击了约翰·列侬。”第一批到达的警察为史蒂夫·斯派罗（Steve Spiro）和彼得·卡伦（Peter Cullen）。在收到达科他有枪击发生的消息时，他俩正在72街和百老汇大道的路口。两位警察在事发约两分钟后达到现场，发现查普曼正“非常镇静地”坐在人行道上。他们在报告中指出，查普曼已把枪扔在地上，手捧一本平装书，是杰罗姆·大卫·塞林格的《麥田捕手》。他们立即给查普曼戴上手铐，将他押进警车后座。查普曼没有试图逃跑或反抗。

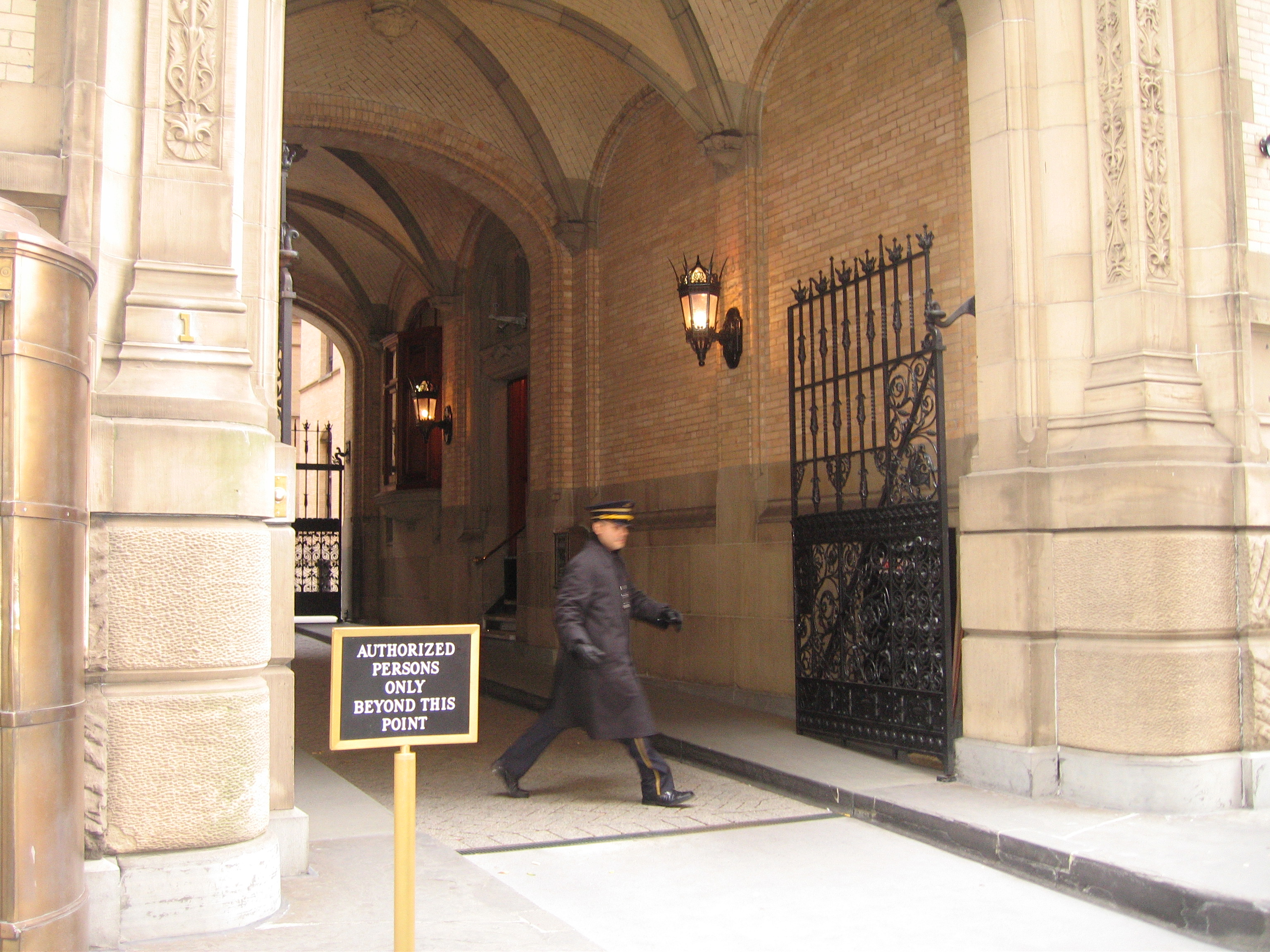
公寓入口拱廊的侧景，可以看见列侬中枪后爬上的阶梯

第二批警察比尔·甘伯（Bill Gamble）和詹姆斯·莫兰（James Moran）在几分钟后到达。他们发现列侬面部朝下躺在接待区，黑斯廷斯正在照料他。血液从他的嘴部涌出，衣服已经被血浸透了。警察意识到列侬的伤重程度后，决定不等救护车了，直接把他抬进警车，急速驶向圣卢克—罗斯福医疗中心。莫兰说他们把列侬安置在后座上。据说，莫兰问道：“你是约翰·列侬吗？”列侬点了点头，回答说：“是的。”然而，关于此事存在其他说法。在甘伯的描述中，列侬轻轻点头，试图说话，但只发出了汩汩的声音，随后很快就失去了意识。
急诊部领导斯蒂芬·林恩医生（Stephan Lynn）在完成长达13小时的工作班次后刚刚回到家，再一次被叫到医院，在急诊室接收了列侬。警察甘伯和莫兰在11点钟前到达医院，莫兰把列侬背出警车，转移到轮床上，进入急诊室，要求一位医生来处理一个多重枪击受害者。列侬到达时已没有脉搏和呼吸。林恩和另外两位医生及一位护士抢救了15到20分钟，试图救活他。作为最后的办法，林恩医生切开列侬的胸部，试图用手动心脏按摩来恢复血液循环。但他很快发现多发子弹对他心脏上方及周围的血管造成的损伤太大了。列侬于11点15分在罗斯福医院急诊室被林恩医生宣告到院前死亡，但另一说为11点07分。遗体随后被运往位于第一大道520号的城市停尸房并遭到解剖。报告中的死因为“胸部和主动脉弓的多重穿透枪伤导致超过80%的血容量減少”。解剖列侬的病理学者在报告中说明，就算能得到迅速的治疗，没有人能在经受这样的多重枪伤后存活超过几分钟。
林恩医生以及其他目击者也注意到在列侬被宣告死亡时，披头士歌曲恰好在医院的广播中播放。
击中列侬背部的4发子弹中的3发完全穿透了他的身体，从胸部穿出；第4发则停在了心脏边的大动脉中。几乎每发子弹自身都能产生致命的后果。因为列侬被近距离击中了4次，他的相关器官（尤其是左肺部）和心脏上方的主血管被当即摧毁了。林恩医生日后向记者形容列侬的受伤程度时说：“如果他被这样枪击时正躺在手术室中，有一整队的医生准备好抢救他……他依旧无法存活。”当林恩告知小野她丈夫的死讯时，她开始抽泣，说道：“噢不，不，不，不……告诉我这不是真的！”林恩记得小野躺在地上，开始用头撞地板，但在一位护士给她列侬的婚戒后控制住了自己。在受惊的状态中，她被格芬唱片公司董事长大衛·葛芬从医院带走。

## 《周一晚间橄榄球》
小野请求医院在她告知家中5岁的儿子西恩前不要向媒体公开她丈夫的死讯。小野说西恩可能正在看电视，她不希望他从电视上得知自己父亲去世的消息。
与此同时，的新闻制作人艾伦·J·怀斯（Alan J. Weiss）正在罗斯福医院急诊室等待治疗，他在当晚早些时候骑摩托车时遭遇了车祸。在2013年CNN系列节目《世纪犯罪》（Crimes of the Century）的采访中，怀斯回忆他目睹了列侬在几位警察的环绕下被运进诊室。怀斯在了解到发生的事件后，给电视台打电话传递消息。最终，话语通过层层传递到达了ABC新聞董事长鲁恩·阿利奇的耳中。
阿利奇也是ABC体育的董事长，那天晚上正在担任《周一晚间橄榄球》节目的执行制片人。当他得知列侬去世的消息时，新英格兰爱国者和迈阿密海豚间的球赛正进行到第4节，比分为13平，爱国者在该节末期持球试图赢得制胜分。阿利奇将消息告知节目的解说团队霍华德·科赛尔和弗兰克·吉弗德，让他们向电视观众宣告列侬的死讯。
他们决定应由科赛尔来宣布这一新闻，他在1974年的一次节目中采访过列侬，并对告知观众列侬被谋杀一事感到恐惧。球赛时间还剩30秒时，科赛尔和吉弗德之间产生了如下对话：
科赛尔：……但（比赛）突然在我们眼中豁然开朗了；我来完结这个，他们在用快速进攻风格。
吉弗德：第三档，四。（查克·）弗尔曼……马上就要第四档了。（马特·）卡瓦诺将要最后一次尝试助杀，他在最后几秒钟里不会给迈阿密队任何机会。（吹口哨）还剩三秒时叫了暂停，约翰·史密斯的处境危险。而我不在乎谁的处境危险，霍华德，你得说出我们俩都知道的事情。
科赛尔：是的，我们不得不说出来。记住，这只是一场橄榄球赛，谁赢谁输都无所谓。纽约的ABC新闻证实了一起无法言说的悲剧：约翰·列侬，在纽约市西边区他公寓楼的外面，也许是披头士成员中最著名的一个，背部中了两枪，急送到罗斯福医院，到院前死亡。在这条新闻快讯后很难再回到球赛中去了，我们出于职责不得不宣告这个消息。弗兰克？
吉弗德：（停顿后）的确是的。

## 其他宣告
显然，凯斯琳·苏利文在的标准新闻广播上完成了第一次关于该枪击事件的全国电视广播公告。她报道了列侬被枪击的新闻，但他的情况在公告发布时还是未知。电视台在东岸地区中断了《约翰尼·卡森的今夜秀》节目，插播了列侬的死讯，随后回到放到一半的约翰尼·卡森表演的喜剧节目中。
纽约摇滚电台立即停止了所有节目的播放，为听众来电开放了线路。全国各地的电台转而播放与列侬和披头士音乐相关的特别节目。
事件发生后的第二天，小野发布了一条声明：“约翰不会有葬礼。约翰曾爱人类，为人类祈祷。请为他做同样的事。爱你们的，洋子和西恩。”

## 余波
列侬之死引起了全球悲痛情绪的抒发，其规模前所未有。他的遗体在紐約州威斯特徹斯特郡的芬克里夫墓園火化，没有举行葬礼。小野转告那些在达科他公寓外吟唱的人群，说他们让她无法入睡。她请求他们在接下来的周日在中央公园的纳姆伯格壳型演奏台（Naumburg Bandshell）重聚，举行10分钟的静默祈祷。1980年12月14日，世界各地的几百万人回应了小野的请求，默哀10分钟以纪念列侬。有3万人在利物浦集合，而全球最大的人群聚合在枪击地点附近的纽约中央公园，数量超过22万5千人。在那10分钟期间，纽约市的每一家电台都停播了。
至少有3位披头士歌迷在列侬死后自尽，导致小野公开呼吁哀悼者不要向绝望屈服。她在1981年发行了个人专辑，唱片封面为列侬被血溅到的眼镜照片。列侬被杀前一小时内在普兰特唱片录音室混音的歌曲也于同年以单曲形式发行。查普曼没有采用律师建议的精神障碍辩护，在1981年供认了谋杀列侬的罪行。在认罪的情况下，查普曼被判20年至无期徒刑，自2000年起获得假释资格。然而，截至2015年，他的假释申请已被拒绝8次，他目前仍在纽约州温德监狱服刑。

## 纪念和致敬

莱柏维兹在列侬遇害当日拍摄的照片成为了《滚石》杂志最著名的封面之一。

安妮·萊柏維茲在列侬被杀当天拍摄的照片成为了《滚石》杂志1981年1月22日发行的那期的封面，照片描绘了全裸的列侬拥抱他的妻子。该期杂志是纪念列侬的人生和死亡的特刊，包含了相关文章、信件和照片。2005年，美国杂志编辑协会把该封面选为过去40年间最佳杂志封面。
1981年，乔治·哈里森发行了一首致敬歌曲，林戈·斯塔尔和保罗·麦卡特尼也参与其中。麦卡特尼1982年的专辑收录了他的致敬歌曲。埃尔顿·约翰曾与列侬合作录制了冠军歌曲，他和歌词作者伯尼·陶平一起创作了歌曲，向列侬致敬。这首歌被收录进1982年专辑，在当年的美国单曲排行榜上达到第13位。同年8月，他在麦迪逊广场花园举办的演唱会售罄，当他现场演唱这首歌时，小野和西恩也上台亮相 。皇后乐队在那时正处于专辑巡演期间，在列侬死后的演唱会上翻唱了他单飞后的歌曲〈想象〉（""）。皇后还演唱了弗雷迪·墨丘利创作的，以纪念列侬。
羅西音樂在德国巡演期间将列侬歌曲加入他们的曲目单，并于1981年3月录制发行了该曲。这首歌成为了乐队唯一一首英国冠军单曲，在第一名位置停留了两周。它也经常出现在许多布萊恩·費瑞或羅西音樂的精选辑中，虽然不一定是完整版。
保罗·西蒙对列侬的致敬歌原本是为节奏布鲁斯歌手约翰尼·埃斯而唱，据说埃斯在1954年枪杀了自己。该曲后来指向约翰·列侬，也可以指约翰·肯尼迪总统，后者在披头士狂热起始的1963年遇刺。在西蒙和加芬克爾1981年在中央公园的重组演唱会上，西蒙第一次演唱了这首歌。在歌曲快结束时，一位歌迷跑上舞台，可能是因为西蒙在歌词中提及了列侬。那人被工作人员拖下舞台，对西蒙说：“我得和你谈谈。”这一切能在演唱会DVD中看到。这首歌也出现在西蒙1983年的专辑中。
大卫·鲍伊在1970年代中期与列侬成为朋友，两人在1975年的美国冠军单曲中有过合作。他在“严肃月光巡演”的最后一场演唱会中向列侬致敬，该演唱会于1983年12月8日在香港體育館举行，正值列侬去世的3周年纪念日。鲍伊告诉观众他是在香港最后一次见到列侬的，并说道：“这一天，1980年12月8日，约翰·列侬在他纽约公寓外被枪杀。”说完后，他演唱了列侬的〈想象〉。平克·弗洛伊德的大衛·吉爾摩为列侬之死创作并录制了歌曲，收录在他1984年的个人专辑中。2012年，鲍勃·迪伦的专辑收录了他的致敬歌曲。
1985年，纽约市把达科他公寓对面的一部分中央公园地域划为“草莓地”，列侬曾经常在那里散步。世界各国捐献了树木，象征团结。裡面的鑲嵌藝術品「想像」是義大利城市那不勒斯的捐赠品。列侬的象征性坟墓矗立在布拉格的小城广场上，在捷克斯洛伐克共产党政权倒台时人群示威的地方。

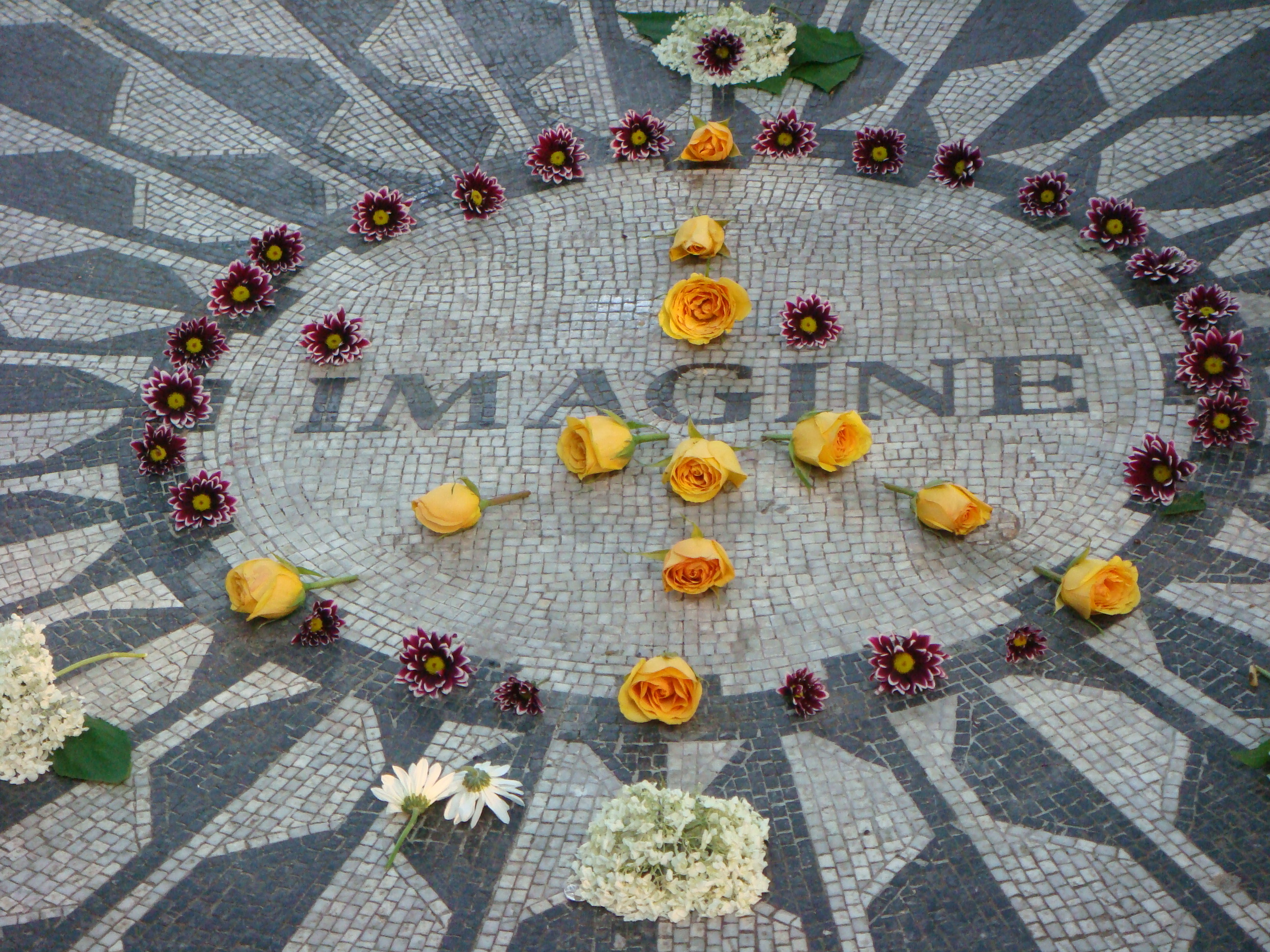
纽约中央公园草莓地的鑲嵌藝術品「想像」。

列侬在1991年获得了葛莱美终身成就奖。1990年，一群市民请愿重命名华沙的一条街以纪念列侬，获得了约5000个支持签名，在市议会没遭到任何反对就通过了。1994年，阿布哈茲从格鲁吉亚独立，发行了两枚邮票，采用了列侬和格魯喬·馬克思而不是列宁和卡尔·马克思的肖像，以此来嘲弄自己共产主义的历史。2000年12月8日，古巴国务委员会主席兼部长会议主席菲德尔·卡斯特罗在哈瓦那的一个公园揭幕了一尊列侬的铜像。2000年，约翰·列侬博物馆在日本埼玉超級競技場开馆，但在2010年9月30日关闭。利物浦把机场重命名为利物浦约翰·列侬机场，并在2002年采用列侬歌词作为座右铭。小行星4147以列侬的名字命名，它于1983年1月12日被B·A·斯基弗（B. A.Skiff）在罗维尔天文台（Lowell Observatory）的安德森·梅瑟观测站被发现。2006年12月9日，一块匾在墨西哥普埃布拉揭幕，表彰列侬对音乐、文化与和平的贡献。2007年10月9日，小野把想象和平塔献给列侬，该纪念碑位于冰岛雷克雅維克附近的維澤島上。每年的10月9日到12月8日间，那里会有一束光直射入天际。
每年12月8日，小野依旧在达科他公寓列侬房间的窗前点上一盏蜡烛；在加州好莱坞國會唱片大楼前会举行悼念仪式。人们也会在星光大道上列侬的星章前点上蜡烛。2007年9月28日至30日，杜内斯举办了“约翰·列侬北部光亮艺术节”（John Lennon Northern Lights Festival）。列侬同母异父的妹妹朱莉亚·贝尔德和他的苏格兰表亲斯坦利·帕基斯也到场参与。贝尔德朗读了列侬的写作作品和她自己的书。帕基斯说：“我和朱莉亚到这个家庭聚会上来讲故事。”来自英国各地的音乐人、画家和诗人在艺术节上表演。2009年，摇滚名人堂在纽约市的分馆主办了一场关于列侬的特别展览，展示了许多他的个人财物和纪念品，包括他被杀时穿的衣服，仍旧放在罗斯福医院的纸包内。

## 电影中的描绘
事件发生了25年后，两部以列侬遇害为题材的电影接连发行。第一部为《刺杀约翰·列侬》，发行于2007年12月7日。该片由安德鲁·帕丁顿（Andrew Piddington）执导，由琼纳斯·波尔（Jonas Ball）扮演马克·大卫·查普曼。第二部为《第27章》，发行于2008年3月28日。该片是导演J·P·谢弗的第一部剧情长片，杰瑞德·莱托饰演了凶手，马克·林赛·查普曼饰演了列侬，他的姓名恰好与凶手相同。

## 译注
1. ↑  原文：